# Ројтерс
Ројтерс (енгл. Reuters) је новинска агенција са седиштем у Лондону. Од уједињења са канадском групом Томсон (Thomson Corporation) у 2008. агенција се зове Томсон Ројтерс (Thomson Reuters Corporation). Ројтерс је 2007. имао око 17.500 радника у 94 земаља, број муштерија се процењује на више од 300.000 широм света. Ројтерс је једна од највећих новинских агенција на свету.
Новинска агенција Ројтерс основана је 1850. године у Ахену у Немачкој, где је Паул Јулијус фон Ројтер голубовима слао акционарске вести између Ахена и Брисела. Након увођења телеграфа Ројтер убрзо почиње да их користи. Годину дана касније сели се за Лондон, где по други пут оснива своју агенцију. У почетку Ројтер преноси привредне вести и берзанске курсеве, што је и данас главно тежиште рада агенције.

## Историја

### 19. век
Пол Ројтер је радио у издавачкој фирми у Берлину и био је укључен у дистрибуцију радикалних памфлета на почетку Револуција 1848. Ове публикације су привукле велику пажњу на Ројтера, који је 1850. развио прототип новинске службе у Ахену користећи голубове и електричну телеграфију од 1851. године па надаље, у циљу преношења порука између Брисела и Ахена, у данашњем дому Ројтерса у Ахену.
Ројтер се преселио у Лондон 1851. године и основао новинску агенцију на Лондонској краљевској берзи. Са седиштем у Лондону, Ројтерова компанија је у почетку покривала комерцијалне вести, опслужујући банке, брокерске куће и пословне фирме. Први новински клијент који се претплатио био је лондонски Morning Advertiser 1858. године, а убрзо након тога се претплатиo већи број других корисника. Према Encyclopædia Britannica: „вредност Ројтерса као новине није била само у финансијским вестима које је пружао, већ и у њиховој способности да буду први који извештавају о причама од међународног значаја.” На пример, они су били први који су известили о убиству Абрахама Линколна у Европи, 1865. године.
Године 1865, Ројтер је основао свој приватни бизнис, под именом Ројтерс Телеграм Компани Лимитед; Ројтер је именован за генералног директора компаније.
Године 1870, новинске агенције француски Ажанс Ава (основан 1835), британски Ројтерс (основан 1851) и немачки Волф (основан 1849) потписале су споразум (познат као Комбинација прстенова) који је одредио „резервисане територије“ за три агенције. Свака агенција је склопила своје посебне уговоре са националним агенцијама или другим претплатницима на својој територији. У пракси, Ројтерс, који је дошао на идеју, имао је тенденцију је да доминира Комбинацијом прстенова. Његов утицај је био највећи, јер су његове резервисане територије биле веће или од већег значаја за вести од већине других. Такође је имао више особља и слободних новинара широм света и тако је доприносио са више оригиналних вести. Британска контрола кабловских линија учинила је сам Лондон ненадмашним центром за светске вести, што је додатно унапређено широким британским комерцијалним, финансијским и империјалним активностима.
Године 1872, Ројтер се проширио на Далеки исток, а затим на Јужну Америку 1874. Обе експанзије су омогућене напретком копнених телеграфа и подморских каблова. Године 1878, Ројтер се пензионисао као извршни директор, а наследио га је његов најстарији син Херберт де Ројтер. Године 1883, Ројтер је почео да преноси поруке електричним путем до лондонским новинама.

### 20. век
Ројтеров син Херберт де Ројтер остао је генерални директор до своје смрти услед самоубиства 1915. године. Компанија се вратила у приватно власништво 1916, када су све акције купили Родерик Џонс и Марк Нејпијер. Они су преименовали су компанију у „Ројтерс Лимитид”, избацивши апостроф. Године 1923, Ројтерс је почео да користи радио за међународно емитовање вести, што је био пионирски подухват. Године 1925, Удружење за штампу (PA) Велике Британије стекло је већински удео у Ројтерсу, а неколико година касније и пуно власништво. Током светских ратова, The Guardian је известио да је Ројтерс: „био под притиском британске владе да служи националним интересима. Године 1941, Ројтерс је одбио притисак реструктурирањем у приватну компанију.“ Године 1941, PA је продала половину Ројтерса трговинском телу Newspaper Proprietors' Association, а сувласништво је проширено 1947. на удружења која су представљала дневне новине на Новом Зеланду и Аустралији. Године 1945, Ројтерс је био прва радиодифузна компанија која је емитовала вести о покушајима Хајнриха Химлера да преговара са западним савезницима преко грофа Бернадота, шведског племића. Нови власници су формирали Ројтерс Траст. Принципи Ројтерс Труста су успостављени да би се одржала независност компаније. У то време, Ројтерс је постао „једна од највећих светских новинских агенција, снабдевајући текст и слике новинама, другим новинским агенцијама и радио и телевизијским емитерима“. Такође у том тренутку, директно или преко националних новинских агенција, пружао је услуге „већини земаља, достижући практично све водеће светске новине и многе хиљаде мањих“, наводи Британика.
Године 1961, Ројтерс је објавио вест о подизању Берлинског зида. Ројтерс је била једна од првих новинских агенција која је преносила финансијске податке преко океана помоћу компјутера током 1960-их. Године 1973, Ројтерс је „почео да клијентима ставља на располагање компјутерске терминалске приказе девизних курсева.“ Године 1981, Ројтерс је почео да подржава електронске трансакције на својој рачунарској мрежи и након тога је развио низ услуга електронског посредовања и трговања. Ројтерс је пуштен у промет као јавно предузеће 1984. године, када је Ројтерс Траст уврштен у берзе, као што су Лондонска берза (LSE) и NASDAQ. Ројтерс је касније објавио прву причу о паду Берлинског зида 1989. године.

### 21. век
Цена акција Ројтерса је порасла током дотком балона, а затим је пала након банкарских проблема 2001. године. Британика је 2002. године написала да већина вести широм света долази од три главне агенције: Асошиејтед преса, Ројтерса и агенције Франс прес.
До 2008. новинска агенција Ројтерс је била део независне компаније, Ројтерс Група. Ројтерс је купила Томсон корпорација у Канади 2008. године, формирајући Томсон Ројтерс. Године 2009, Томсон Ројтерс се повукао са LSE-а и NASDAQ-а, и уместо тога његове акције су пренете на Берзу у Торонту (TSX) и Берзу у Њујорку (NYSE). Последњи преживели члан оснивача породице Ројтерс, Маргерита, бароница де Ројтер, умрла је у 96. години 25. јануара 2009. године. Матична компанија Томсон Ројтерс има седиште у Торонту и пружа финансијске информације клијентима док истовремено одржава своје традиционално пословање са новинским агенцијама.
Године 2012, Томсон Ројтерс је именовао Џима Смита за извршног директора. У јулу 2016, Томсон Ројтерс је пристао да прода своју интелектуалну својину и научне операције за 3,55 милијарди долара приватним капиталним компанијама. У октобру 2016, Томсон Ројтерс је најавио проширења и пресељења у Торонто. Као део смањења и реструктурирања, у новембру 2016. Томсон Ројтерс корпорација је елиминисала 2.000 радних места широм света од својих процењених 50.000 запослених. Стив Хаскер је 15. марта 2020. именован за председника и извршног директора.
У априлу 2021. године, Ројтерс је објавио да ће његова веб страница ићи иза наплатне странице, након ривала који су учинили исто.